# Schnetzenhausen
Schnetzenhausen ist ein Stadtteil von Friedrichshafen am Bodensee, der zur Kernstadt gehört.

## Geschichte
Schnetzenhausen wurde 809 als „Snezzinhusin“ erstmals erwähnt. Im 11. Jahrhundert hatte das Kloster Petershausen, nach 1200 die Klöster Weißenau und Löwental sowie die Stadt Buchhorn Besitzungen. Ein Ortsadel taucht im 13. Jahrhundert auf.
Um 1700 hatte die Gemeinde einmal den Namen Amt Fischbach, dann Amt Hagedorn und später Amt Berg – der Name wechselte damals teilweise auch mit dem Wohnsitz des jeweiligen Bürgermeisters. Später herrschten Bürger von Buchhorn (das heutige Friedrichshafen) über den Ort – er gehörte zur Landvogtei Schwaben und war dem Amt Fischbach-Ailingen zugehörig.
Nach dem Übergang an Württemberg war das Gebiet zunächst Teil der Gemeinde Hagendorn/Berg und wurde 1854 eine selbständige Gemeinde im Oberamt Tettnang. Den Namen „Schnetzenhausen“ führt die Gemeinde seit der Abtrennung von der Gemeinde Berg.
Am 1. April 1937 wurde Schnetzenhausen nach Friedrichshafen eingegliedert. Bürgermeister war seit 1913 Hermann Schenk, NSDAP-Mitglied, der als Amtmann in den Dienst der Stadt übernommen wurde.
Während der Fußball-Weltmeisterschaft 2006 wurde Schnetzenhausen durch das Mannschaftsquartier der iranischen Nationalmannschaft im Ringhotel Krone bekannt.

## Politische Gliederung
Von Berg wurden 1850 Schnetzenhausen zugeordnet:
| - Eichenmühle - Fischbach - Heiseloch - Hofen | - Jettenhausen - Löwental - Manzell - Meistershofen | - Neuhäuser - Riedern - St. Georgen - Seemoos | - Spaltenstein - Trautenmühle - Waggershausen - Windhag |

Zur Gemeinde gehör(t)en folgende Teilorte und Wohnplätze:
- Grenzhof
- Rupertshof

### Wappen
1930 wurde Schnetzenhausen ein Wappen verliehen und dieses behielt seine Gültigkeit bis zur Auflösung der Gemeinde im Jahr 1937.
Blasonierung: Geviert von Blau und Gold
- in 1 ein schräg nach unten fliegendes silbernes Flugboot (Hinweis auf die Hauptindustrie der Gemeinde in Manzell)
- in 2 ein bewurzelter grüner Apfelbaum mit roten Früchten (Hinweis auf Jettenhausen)
- in 3 eine grüne Garbe (Hinweis auf Schnetzenhausen)
- in 4 ein schräg nach oben schwimmender silberner Fisch mit roten Punkten und roten Flossen (Hinweis auf Fischbach)

## Sehenswürdigkeiten

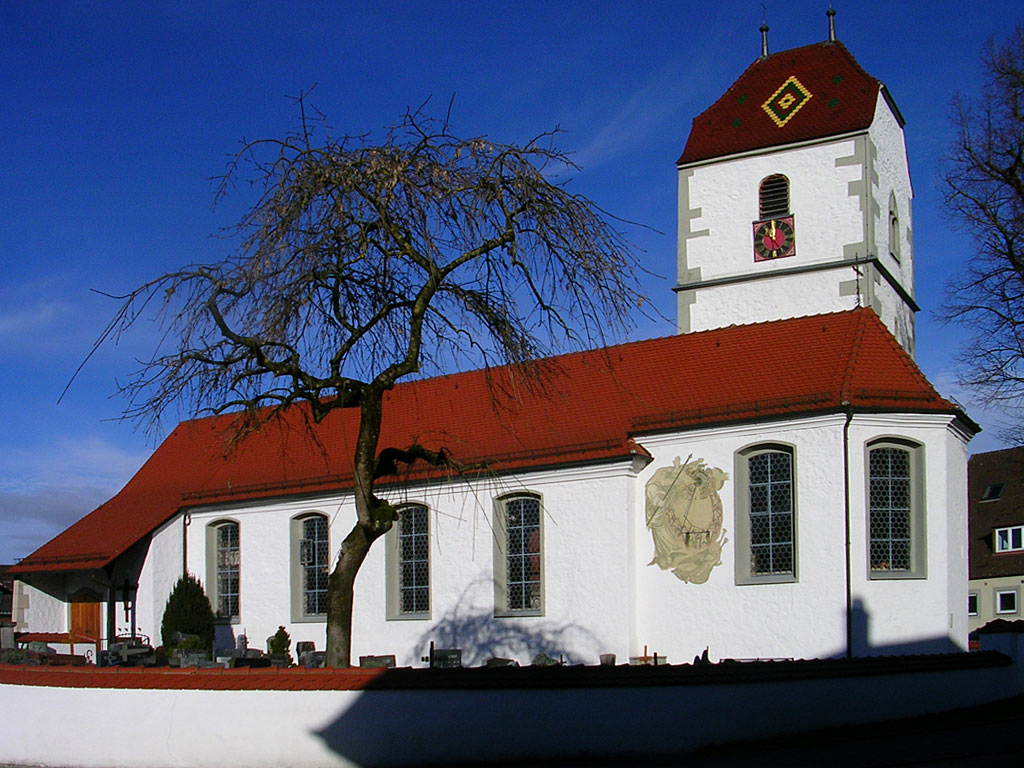
Pfarrkirche St. Peter und Paul

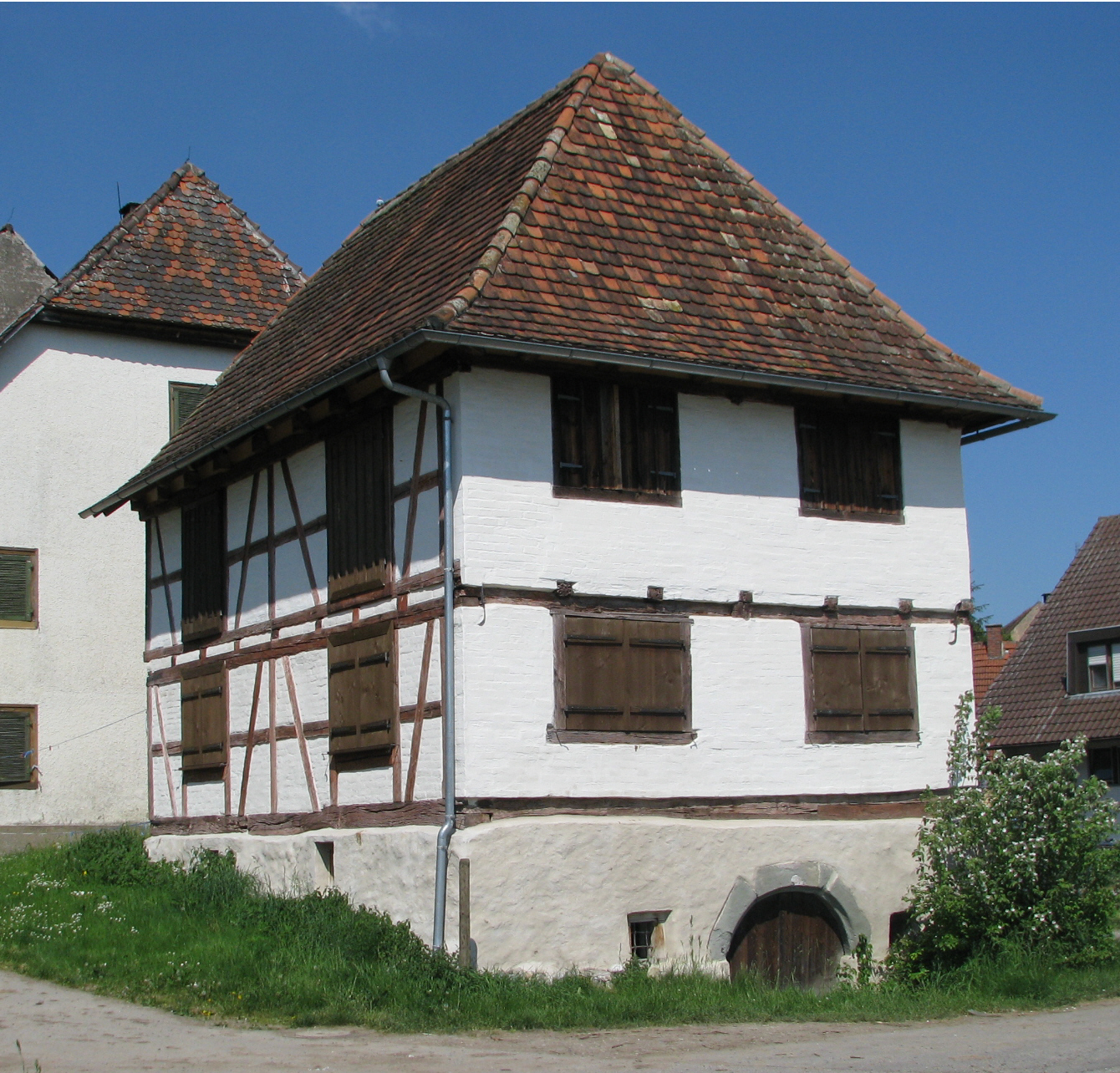
Speicher von 1616

### Kirche St. Peter und Paul
Diese katholische Pfarrkirche wurde mit einem bestehenden frühmittelalterlichen Turm um 1500 erbaut. 1754 wurde die Kirche neu erbaut und in den Jahren von 1957 bis 1959 im barocken Stil erweitert und erneuert. Für die Außenwand schuf der Allgäuer Künstler Alfred Vollmar eine Sonnenuhr, die als Sgraffito und Mosaik ausgeführt wurde.

### Altes Speichergebäude
Das zweistöckige landwirtschaftliche Speichergebäude trägt die Jahreszahl 1616 über der Rundbogentür und liegt an der Ortsausfahrt Richtung Spaltenstein.